# Ivo Gass
Ivo Gass (* 1981 in Luzern) ist ein Schweizer Hornist.
Gass ist seit Sommer 2003 als Solohornist der Münchner Philharmoniker sowie seit Sommer 2009 in gleicher Funktion beim Tonhalle-Orchester Zürich tätig. Ausserdem ist er Mitglied im Lucerne Festival Orchestra.

## Leben
- 1994 – Studium bei Jakob Hefti an der Musikhochschule Luzern (damals noch Konservatorium Luzern), Abschluss mit Lehr- und Orchesterdiplom (jeweils mit Auszeichnung)
- Volontariat beim Tonhalle-Orchester Zürich
- Sommer 2000 – Solohornist beim Orchester des Schleswig-Holstein Musik Festivals
- 2000–2003 – 3. Hornist und stellvertretender Solohornist beim Luzerner Sinfonieorchester
- seit 2003 – Solohornist bei den Münchner Philharmonikern
- 2004 – Solistendiplom am Konservatorium Genf bei Bruno Schneider mit Auszeichnung

## Auszeichnungen
- Preis der Maria und Walter Strebi-Erni Stiftung
- Preis der Friedl Wald Stiftung
- Mozartpreis der Axelle und Max Koch-Kulturstiftung
- 2005 – Jahresstipendium der Theodor-Rogler-Stiftung beim 53. Internationalen Musikwettbewerb der ARD